# Durban
Durban este un oraș situat în partea de est a statului Africa de Sud, în provincia KwaZulu-Natal, port la Oceanul Indian. Orașul propriu-zis are o populație de peste 500.000 locuitori iar împreună cu aria metropolitană, ajunge la peste 3.000.000.

## Scurt istoric
Primii locuitori ai zonei, se pare că ar fi venit din nord, în anul 100.000 Î.Hr. În anul 1824, negustori ai Coloniei Capului, conduși de locotenentul britanic Francis Farewell, fondează pe malul golfului Natal o așezare cu numele de Port Natal. În 1835, Port Natal este redenumit Durban, după numele Sir Benjamin D'Urban, guvernator al Coloniei Capului între 1834 - 1837.

## Campionatul Mondial de Fotbal 2010
Durban este unul dintre orașele gazdă ale Campionatului Mondial de Fotbal 2010. Pe Stadionul Moses Mabhida se vor desfășura partide contând pentru această competiție.

## Personalități marcante
- Penelope Anne Coelen (n. 1940), fotomodel;
- Kevin Curren (n. 1958), tenismen.